# Sumitomo NTK-62
Das Sumitomo NTK-62 ist ein Mehrzweck-MG aus der Herstellung des japanischen Mischkonzerns Sumitomo Heavy Industries im Kaliber 7,62 × 51 mm NATO. Das NTK-62 wurde ab 1962 als Ordonnanzwaffe der Selbstverteidigungsstreitkräfte (SDF) eingeführt und erfüllte dort die Anforderungen als ein leichtes und mittleres Maschinengewehr. Obwohl das M249-Gewehr, eine Lizenzproduktion der FN Minimi durch Sumitomo Heavy im Kaliber 5,56 × 45 mm NATO, das NTK-62 in seiner Rolle als leichtes Maschinengewehr heute weitgehend verdrängt hat, wird das NTK-62 weiterhin als mittleres MG von den Bodentruppen der Selbstverteidigungsstreitkräfte verwendet.
Die Entwicklung des Gewehrs begann bereits 1954 bei Nittoku Metal Industry, einem Unternehmen, das in den 1980er Jahren mit Sumitomo verschmolz. Es wurde nach direkten Anforderungen des japanischen Verteidigungsministeriums entwickelt. Das Gewehr wurde 1962 in Dienst gestellt, daher auch der Name NTK-62, und ersetzte in Japans Verteidigungskräften das Browning M1919. Die Munitionszufuhr geschieht über Zerfallgurte des amerikanischen Typs M13.
Gemäß den drei Prinzipien des Waffenexports, die in den 1960er Jahren durch die japanische Regierung formuliert wurden und eine äußerst restriktive Exportpolitik für Rüstungsgüter vorschreiben, wurde das Gewehr nie aus Japan ausgeführt.

## Varianten
Die Variante Type 74 ist eine Ausführung der NTK-62 für die stationäre Verwendung in gepanzerten Fahrzeugen. Hierzu zählen beispielsweise die Kampfpanzer der Typen 10, 74 und 90, der Schützenpanzer Typ 89 und der Spähpanzer Typ 87. Das Gewicht des Type 74 beträgt rund 20,4 kg.